# 凱考斯二世
凱考斯二世（波斯語、阿拉伯語：عز الدين كيكاوس بن كيخسرو、Izz al-Dīn Kaykā'ũs bin Kaykhusraw，土耳其語：II. İzzeddin Keykavus）是凱霍斯魯二世（Kaykhusraw II）三個兒子裡最年長的一個。父親在1246年逝世時，他還很年輕，無力阻止蒙古人壓制安那托利亞。作為魯姆蘇丹國統治者的大部分時期，王位須與弟弟基利傑阿爾斯蘭四世（Kilij Arslan IV）及凱庫巴德二世共享。他的母親是一位希臘牧師的女兒，故他經常向尼西亞帝國求援。他後來流亡到克里米亞，在1279年或1280年逝世(他本来被软禁,后被那海救出)。

## 後人
縱使被罷黜及流亡海外，凱考斯二世的名聲依然流傳在安那托利亞土庫曼人之間，而且對脆弱的塞爾柱與蒙古關係構成威脅。維齊爾薩希卜·阿塔（Fakhr al-Din Ali）因曾與凱考斯二世聯絡而被囚禁。1276年，嘎勒莽·穆罕默德貝伊（Karamanoğlu Mehmet Bey）決定起義對抗蒙古人，並尋求協助。以凱考斯二世的狀況，他未能提供協助。穆罕默德貝伊認為，最好有一名凱考斯二世的代表站在他那一方，即使是一名冒充者，於是以吉姆里（Jimri）為叛亂首領。凱考斯二世由克里米亞派遣他的兒子們作為王位顗覦者，其中梅蘇德二世在1280年成功奪得塞爾柱王位。
在奧斯曼時期，謝赫·貝德爾丁（Sheikh Bedreddin）策動的叛亂向巴爾幹的土庫曼人移民爭取支持，宣稱他們是凱考斯二世的後裔。